# 방화
| |
| 형법 刑法 |
| 형법학 · 범죄 · 형벌 죄형법정주의 |
| 범죄론 |
| 구성요건 · 실행행위 · 부작위범 간접정범 · 미수범 · 기수범 · 중지범 불능범 · 상당인과관계 고의 · 고의범 · 착오 과실 · 과실범 공범 · 정범 · 공동정범 공모공동정범 · 교사범 · 방조범 |
| 항변 |
| 위법성조각사유 · 위법성 · 책임 · 책임주의 책임능력 · 심신상실 · 심신미약 · 정당행위 · 정당방위 · 긴급피난 · 오상방위 · 과잉방위 · 강요된 행위                                     |
| 죄수 |
| 상상적 경합 · 연속범 · 병합죄 |
| 형벌론 |
| 사형 · 징역 · 금고 벌금 · 구류 · 과료 · 몰수 법정형 · 처단형 · 선고형 자수 · 작량감경 · 집행유예                                                                                  |
| 대인범죄 |
| 보통살인죄 · 존속살해죄 · 자살교사·방조죄 |
| 촉탁승낙살인죄 · 영아살해죄 · 낙태죄 |
| 상관살해죄 |
| 폭행죄 · 상해치사죄 · 절도죄 |
| 성범죄 · 성매매알선 · 강간죄 |
| 유괴 · 과실치사상죄 · |
| 대물범죄 |
| 손괴죄 · 방화죄 |
| 절도죄 · 강도죄 · 사기죄 |
| 사법절차 방해죄 |
| 공무집행방해죄 · 뇌물죄 |
| 위증죄 · 배임죄 |
| 미완의 범죄 |
| 시도 · 모의 · 공모 |
| 형법적 항변 |
| 자동증, 음주 & 착오 |
| 정신 이상 · 한정책임능력 |
| 강박 · 필요 |
| 도발 · 정당방위 |
| 다른 7법 영역 |
| 헌법 · 민법 · 형법 |
| 민사소송법 · 형사소송법 · 행정법 |
| 포털: 법 · 법철학 · 형사정책 |
| v • d • e • h |

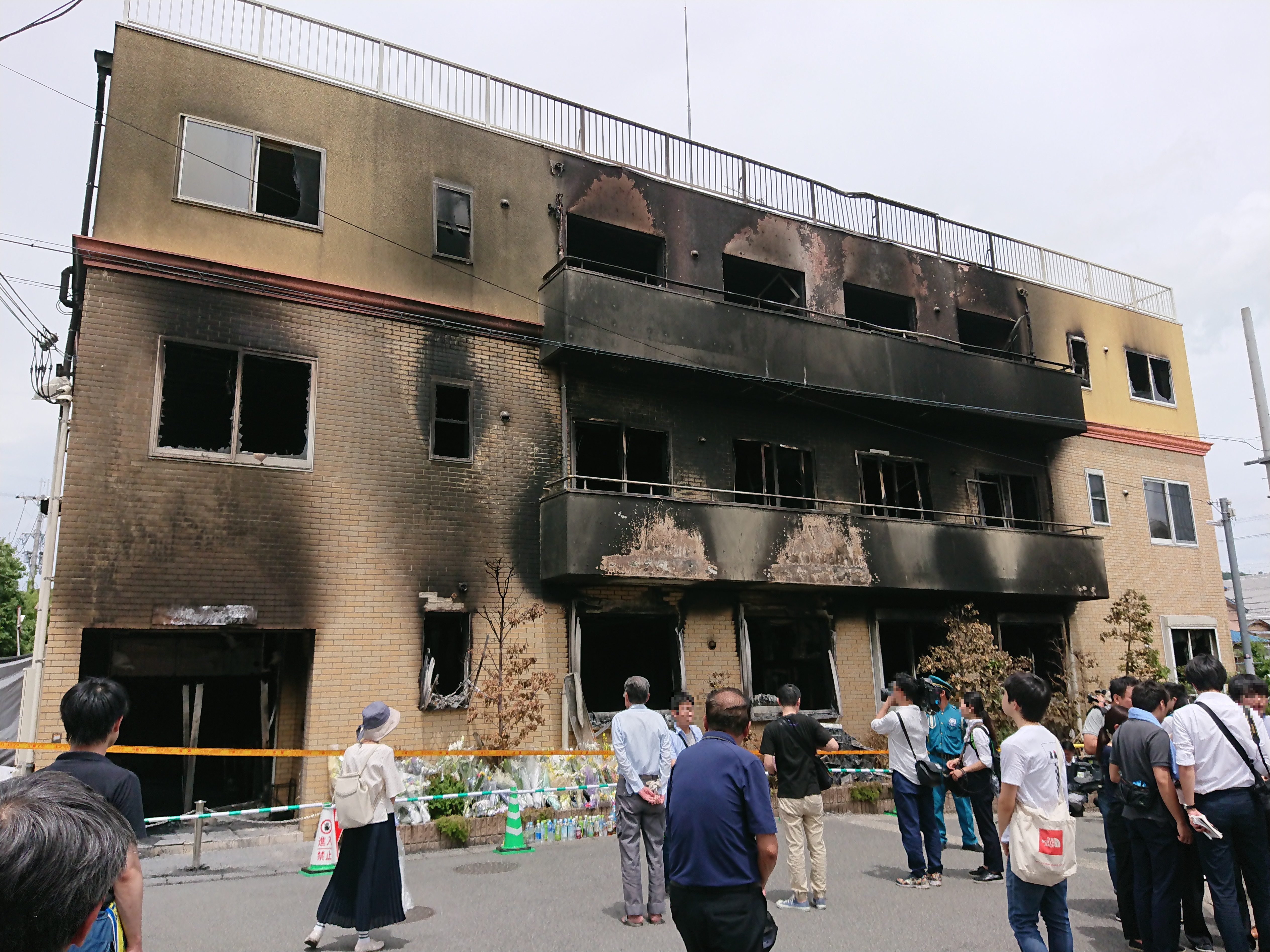

방화(放火, 영어: arson)는 건물이나 재산에 의도적으로 불을 지르는 행위를 말한다.
방화의 이유에는 다양한 요인이 있을 수 있다. 미국 국립폭력범죄분석센터 <범죄 분류 편람>(Crime classification manual)은 반달리즘, 흥분, 보복, 범죄은닉, 이익, 극단주의적 신념, 정신질환 등의 동기로 분류하고 있다. 그 횟수에 대한 견해는 각기 다르나 여러 번의 방화를 연쇄 방화로 분류한다.
반달리즘의 동기에 의한 방화는 방화를 통해 개인적 만족과 충성심의 표현, 과시의 목적으로 이뤄지는 방화를 말한다.
범죄은닉의 동기에서 이뤄지는 방화는 범죄를 숨기기 위한 목적에서 이뤄진다.
정신질환에 의한 방화는 흥분 동기와 연쇄방화와 관련이 있고, 방화를 함으로써 쾌감과 만족감을 느끼는 정신질환인 방화증과 관련이 있다.

## 목적
1. 개인적 원한에 의한 앙갚음
2. 협박, 공갈
3. 어린이, 청소년 등의 불장난
4. 사회 반항심의 표출
5. 관심 끌기
6. 경제적 이득
7. 범죄 은폐
8. 정신질환, 혹은 반사회적성격장애

## 저명한 방화자
- 헤로스트라토스: 기원전 356년에 아르테미스 신전에 불을 질렀던 혐의로 기소됨
- 데이비드 버코위츠: 1970년대 뉴욕에서 발생한 수많은 미제 방화 사건에도 연루된 미국의 연쇄 살인범
- 김대한 : 2003년 대구 지하철 참사를 일으킨 범인.

## 참고 문헌
- 이상윤, 《영미법 - 개정판》, 박영사, 2000. (ISBN 89-10-45160-2)
- 김수진; 김수진 (2010). “방화범죄의 동기분석 및 대책에 관한 연구”. 《한국화재소방학회》.
- 김경옥; 공은경 (2011). “연쇄성 방화범과 비연쇄성 방화범의 범죄행동 비교 분석”. 《한국심리학회지》 (한국법심리학회) 2 (3): 237-261.

## 같이 보기
- 화재 안전(영어판)
- 방화 (방재)(영어판)
- 방화공학(영어판)
- 방화벽
- 소이탄
- 방화광
- 화염병